# Tessères de Sopdet
Sopdet Tesserae
Pour les articles homonymes, voir Sopdet.
Les tessères de Sopdet (désignation internationale : Sopdet Tesserae) sont un ensemble de terrains polygonaux situé sur Vénus dans le quadrangle d'Helen Planitia. Il a été nommé en référence à Sopdet, déesse égyptienne de l'étoile Sirius et de l’année à venir.